# Monarchie britannique
La monarchie du Royaume-Uni (communément appelée monarchie britannique) est un système de gouvernement, fondé sur le système de Westminster (une monarchie parlementaire), dans lequel un monarque héréditaire est le souverain du Royaume-Uni et de ses territoires d'outre-mer. Il est à l'origine des pouvoirs exécutif, judiciaire et législatif. Le monarque britannique est le gouverneur suprême de l'Église d'Angleterre et le chef d'État des quinze royaumes du Commonwealth. Cette forme d'union personnelle s'est développée à partir de l'ancien empire colonial britannique, mais ces pays sont indépendants et la monarchie de chacun d'entre eux est juridiquement distincte. Il est également, depuis George VI, le chef symbolique du Commonwealth composé de cinquante-six pays.
Le monarque actuel est le roi Charles III, depuis le 8 septembre 2022 après la mort de sa mère Élisabeth II. Le roi et les autres membres de la famille royale exercent diverses fonctions publiques conformément à leurs positions. Depuis la Magna Carta, pendant la guerre civile anglaise et la restauration, les pouvoirs politiques du monarque ont progressivement diminué. Aujourd'hui, le rôle du monarque est constitutionnel et limité à des fonctions cérémonielles non partisanes. Malgré cela, l'autorité exécutive ultime sur le gouvernement du Royaume-Uni est toujours une prérogative du monarque. Ces pouvoirs comprennent la dissolution du Parlement ainsi que la promulgation des règles pour le gouvernement et la réglementation de la fonction publique et des forces armées. Mais ces pouvoirs sont utilisés conformément aux politiques et procédures prévues par les lois adoptées au Parlement. Dans les cas où aucune loi ne s'appliquerait, il est chargé de prendre une décision en accord avec les conventions et les précédents. Le monarque possède plusieurs résidences royales (publiques ou privées) gérées au sein du Crown Estate. Ce « domaine royal » est, avec un actif d'une valeur supérieure à 14,3 milliards de livres, un des plus grands propriétaires terriens du Royaume-Uni. La résidence officielle du monarque est le palais de Saint-James, mais sa résidence usuelle, depuis sa rénovation il y a plusieurs décennies, est le palais de Buckingham.

## Contexte

### Terminologie
Les termes de monarque et de monarchie britanniques font référence respectivement au monarque du Royaume-Uni et à l'institution royale dont il est le chef. Cependant, malgré la séparation de la monarchie unitaire britannique de l'Empire, en 1931, en plusieurs entités légalement distinctes des royaumes du Commonwealth, les deux termes sont toujours utilisés en dehors du cadre britannique pour parler d'une personne extra-nationale et d'une institution partagées par 15 pays,. De la même façon, pour des raisons historiques, politiques et de convenance, ces termes sont également utilisés en dehors du Royaume-Uni pour faire référence au monarque ou à la Couronne dans un contexte non britannique, au détriment des titres nationaux officiels et des termes adaptés à ses juridictions.

### Lignée monarchique
La monarchie britannique peut faire remonter sa lignée institutionnelle jusqu'aux rois des Anglo-Saxons et aux premiers rois écossais. Le processus d'unification des petits royaumes médiévaux de Grande-Bretagne s'est déroulé jusqu'en l'an 1000, partagés entre le royaume d'Angleterre et le royaume d'Écosse. Le dernier monarque anglo-saxon (Harold II) a été vaincu et tué lors de l'invasion normande de 1066 et la monarchie passa alors entre les mains des conquérants normands. À partir de 1603, lorsque le roi écossais Jacques VI hérita du trône d'Angleterre sous le nom de Jacques Ier, les deux royaumes furent gouvernés par un seul monarque. De 1649 à 1660, la tradition monarchique fut brisée par les républicains du Commonwealth de l'Angleterre, à la suite des guerres des Trois Royaumes. En 1707, les royaumes d'Angleterre et d'Écosse fusionnèrent pour créer le Royaume de Grande-Bretagne et, en 1801, le royaume d'Irlande les rejoignit pour former le Royaume-Uni de Grande-Bretagne et d'Irlande. Toutefois, une grande partie de l'Irlande finit par faire sécession en 1922 en tant qu'État libre d'Irlande, mais le monarque y conserva légalement la souveraineté jusqu'en 1949.

## Histoire

### Monarchie anglaise

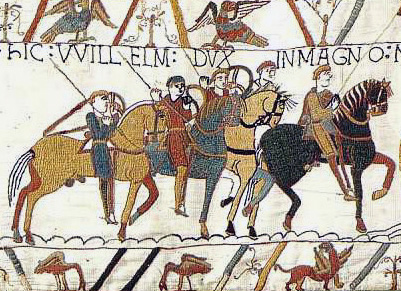
La Tapisserie de Bayeux représentant la conquête normande par Guillaume le Conquérant.

Après l'installation des Vikings au IXe siècle, le royaume de Wessex s'imposa comme le principal royaume d'Angleterre. Alfred le Grand sécurisa son territoire, conquit la Mercie occidentale et prit le titre de « roi des Anglo-Saxons ». Son petit-fils Æthelstan fut le premier roi à régner sur un royaume unitaire correspondant à peu près aux frontières actuelles de l'Angleterre. Cependant, même sous le règne d'Edgar, le royaume demeura au bord de l'éclatement. Au XIe siècle, l'Angleterre se stabilisa malgré de nombreuses guerres contre les Danois. Lorsque Guillaume, duc de Normandie conquit l'Angleterre en 1066, il devint le monarque du royaume où l'autorité royale était la plus forte en Europe. La conquête normande fut cruciale dans l'histoire du Royaume-Uni, tant au niveau des changements politiques que sociaux. Le nouveau monarque poursuivit la centralisation du pouvoir qui avait commencé durant la période anglo-saxonne. Dans le même temps, le système féodal continua à se développer.
À sa mort, deux des fils de Guillaume lui succédèrent sous les noms de Guillaume II et Henri Ier. Henri décida de nommer sa fille Mathilde (son seul enfant encore vivant) héritière du trône, malgré la controverse que cela suscita. Après sa mort en 1135, un de ses neveux, Étienne, revendiqua le trône et prit le pouvoir avec le soutien de la plupart des barons. Cependant, le règne faible d'Étienne permit à Mathilde de lui contester le trône, à la suite de quoi l'Angleterre traversa une période de troubles connue sous le nom d'Anarchie. Étienne ne réussit qu'à maintenir une emprise précaire sur le pouvoir tout au long de sa vie. Toutefois, il accepta un compromis en vertu duquel le fils de Mathilde, Henri, lui succéderait, faisant de celui-ci le premier monarque de la dynastie des Plantagenêt, en 1154, sous le nom d'Henri II.

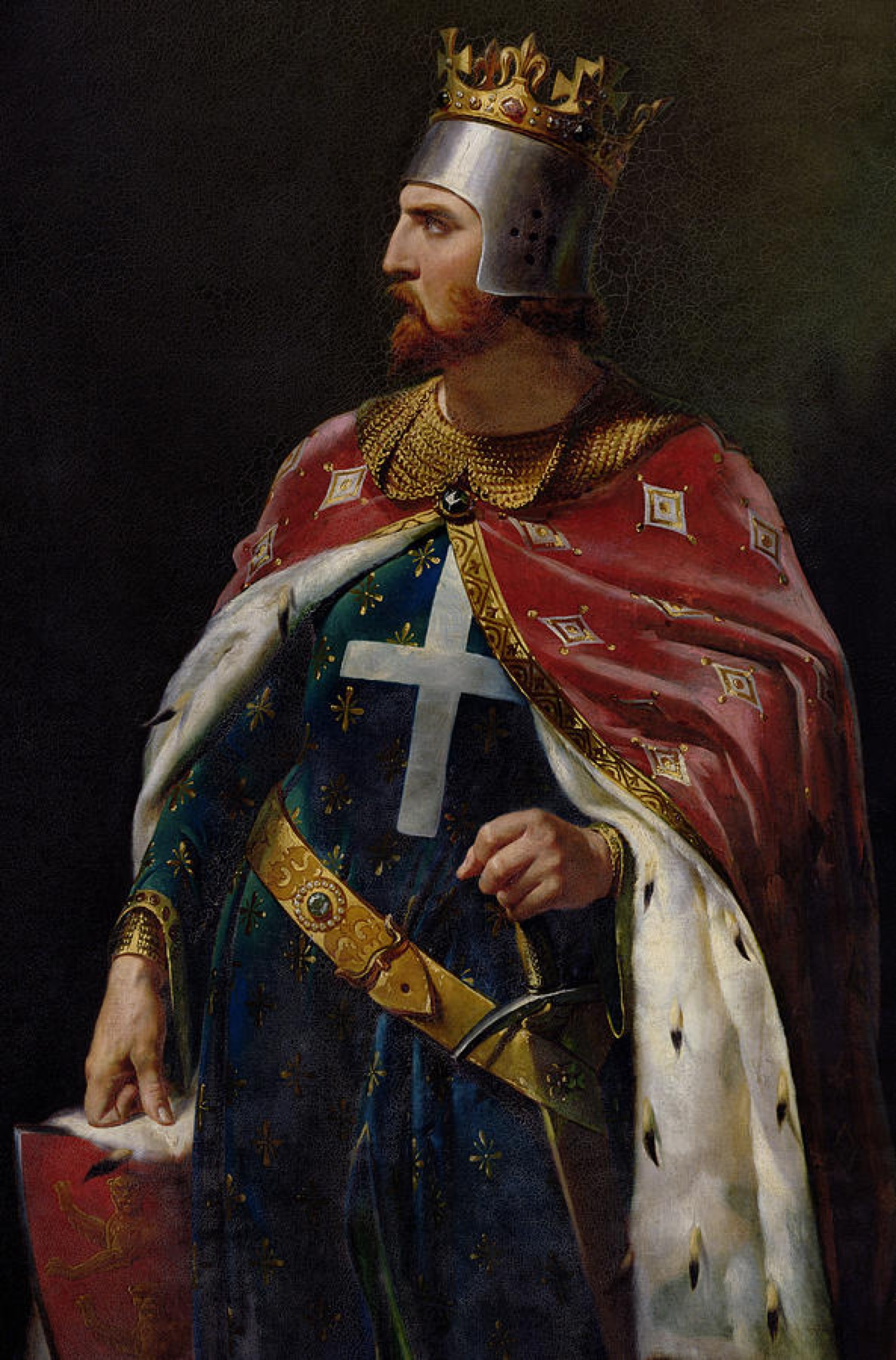
Le roi Richard Cœur de Lion (vue d'artiste).

Les règnes de la plupart des monarques Plantagenêt furent entachés par des troubles civils et des conflits entre le monarque et la noblesse. Henri II dut même faire face à la rébellion de ses propres fils, les futurs Richard Ier et Jean. Néanmoins, Henri réussit à étendre son royaume, notamment avec la conquête de l'Irlande, qui était constituée d'une multitude de royaumes rivaux. Henri donna l'Irlande à son jeune fils Jean en le faisant « Seigneur d'Irlande ».
À la mort d'Henri II, son fils aîné Richard lui succéda sur le trône. Ce dernier passa néanmoins la majeure partie de son règne hors des frontières du royaume, préférant se consacrer à la troisième croisade au Proche-Orient. À sa mort en 1199, c'est son frère Jean qui lui succéda, ce qui permit l'union de l'Angleterre et de l'Irlande sous une seule couronne. Le règne de Jean sans Terre fut cependant entaché par une opposition marquée des barons anglais qui conduisit à la signature de la Magna Carta. Le roi Jean plongea néanmoins le pays dans une guerre civile quand il décida, peu de temps après, d'abroger la charte. Le conflit avec les barons prit fin à sa mort en 1216. Il se raviva toutefois quelques années plus tard sous le règne de son fils, Henri III. Cette fois, la révolte dirigée par Simon de Montfort prit fin par une victoire des royalistes, après que le roi eut convoqué le parlement en 1265.
Le pouvoir royal fut beaucoup mieux maintenu sous le règne d'Édouard Ier qui réussit à conquérir le pays de Galles et tenta une invasion de l'Écosse. Toutefois, les territoires qu'il gagna sur l'Écosse furent perdus sous le règne de son successeur, Édouard II. Ce dernier fut contraint, en 1311, de renoncer à beaucoup de ses prérogatives au profit d'un comité de barons, jusqu'à ce que ses victoires militaires lui permissent de reprendre le contrôle en 1322. Néanmoins, en 1327, le roi Édouard fut déposé par sa femme Isabelle au profit de son fils, Édouard III. Le nouveau monarque revendiqua très rapidement le trône de France, ce qui déboucha sur le déclenchement de la guerre de Cent Ans opposant l'Angleterre à la France. Édouard III remporta de nombreux succès et réussit à conquérir une grande partie du territoire français. Son règne fut également marqué par le développement du pouvoir du Parlement, qui est, pour la première fois, divisé en deux chambres. À sa mort en 1377, c'est son petit-fils Richard II qui lui succéda. À l'instar de ses prédécesseurs, celui-ci entra en conflit avec les nobles d'Angleterre quand il tenta de concentrer le pouvoir entre ses mains. En 1399, alors qu'il était en déplacement en Irlande, son cousin Henri Bolingbroke prit le pouvoir et força Richard à abdiquer, avant de l'assassiner.
En tant que petit-fils d'Édouard III et fils de Jean de Gand, duc de Lancastre, la dynastie d'Henri IV fut connue sous le nom de Maison de Lancastre. Au cours de son règne, Henri IV n'eut de cesse de combattre les intrigues et les rébellions. Le succès de son règne fut dû en bonne partie aux compétences militaires de son fils, le futur Henri V. Le règne de ce dernier, qui débuta en 1413, fut relativement épargné par les troubles intérieurs, ce qui lui permit de se consacrer pleinement à la poursuite de la guerre de Cent Ans en France. Alors qu'il remportait d'importantes victoires, Henri V mourut soudainement en 1422, laissant ainsi le trône à son fils en bas âge, Henri VI. L'impopularité des régents, puis le manque de poigne d'Henri lui-même, contribuèrent au renversement de la domination anglaise en France et à l'affaiblissement de la Maison de Lancastre. À partir de 1460, Richard d'York, descendant d'Édouard III et à la tête de la Maison d'York, contesta l'autorité de la Maison de Lancastre. Malgré la mort au combat du duc d'York en 1460, son fils aîné Édouard conduisit la Maison d'York à la victoire en 1461. Toutefois, la guerre des Deux-Roses se poursuivit par intermittence pendant le règne des Yorkistes Édouard IV, Édouard V et Richard III. Au bout du compte, le conflit aboutit au succès de la branche des Lancastre lorsqu'Henry Tudor (le futur Henri VII) s'empara du trône après la mort de Richard III à la bataille de Bosworth, en 1485.

Le roi Henri VIII.

La fin de la guerre des Deux-Roses constitua un tournant majeur dans l'histoire de la monarchie britannique. En effet, une grande partie de la noblesse avait été, soit décimée sur le champ de bataille, soit exécutée pour avoir pris part à cette guerre, ce qui eut pour conséquence que de nombreux domaines furent perdus au profit de la Couronne. Par ailleurs, comme le féodalisme était en perte de vitesse et que les armées féodales contrôlées par les barons étaient devenues obsolètes, les Tudor réussirent facilement à rétablir une suprématie absolue dans le royaume. Le pouvoir de la Couronne atteignit son apogée sous le règne du deuxième roi Tudor, Henri VIII. Son règne fut en effet à l'origine de nombreux changements politiques majeurs qui transformèrent le faible royaume d'Angleterre en une grande puissance européenne. Son règne fut également l'occasion de grands bouleversements religieux lorsque ses différends avec le pape le conduisirent à rompre ses liens avec l'Église catholique romaine et à instaurer l'Église d'Angleterre. Son règne vit également l'annexion du Pays de Galles en vertu de l'Acte d'Union de 1536. En effet, bien que le Pays de Galles eût été conquis des siècles auparavant, il était resté depuis lors un dominion.
Le fils d'Henri VIII, le jeune Édouard VI, poursuivit l'œuvre de son père en continuant les réformes religieuses. Sa mort en 1553 provoqua une crise de succession. En effet, s'opposant fermement à ce que sa première demi-sœur, Marie la Catholique, accédât au trône à sa mort, Édouard avait désigné sur son testament Lady Jeanne Grey comme son héritière. Alors qu'aucune femme n'avait encore jamais régné sur l'Angleterre, Édouard VI préféra ainsi désigner une petite-nièce d'Henri VIII. Son règne ne fut toutefois que de courte durée puisqu'elle fut déposée au bout de neuf jours par Marie qui, forte d'un immense soutien populaire, révoqua sa proclamation d'investiture et se déclara seule et unique souverain légitime. Au cours de son règne, Marie tenta de réinstaurer le catholicisme romain en Angleterre par la force en condamnant bon nombre de protestants au bûcher pour hérésie. Elle mourut en 1558 sans descendance, laissant ainsi le trône à sa demi-sœur protestante Élisabeth Ire.

### Monarchie écossaise

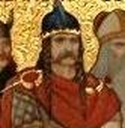
Kenneth Ier d'Écosse, le premier roi d'Écosse.

À l'instar de l'Angleterre, des monarchies apparurent en Écosse après le retrait des troupes romaines au début du Ve siècle. L'Écosse était alors peuplée par trois groupes distincts : les Pictes qui habitaient le royaume de Pictavie, les Bretons qui occupaient plusieurs royaumes du sud de l'Écosse dont le royaume de Strathclyde et les Gaëls (ou Scots) du royaume de Dal Riada. Traditionnellement, on considère Kenneth Mac Alpin comme le fondateur de l'Écosse unie (ou royaume d'Alba). L'expansion des dominions écossais se poursuivit pendant deux siècles, avec notamment la conquête du Strathclyde.
Les premiers monarques écossais n'héritaient pas directement de la couronne. Les successions se déroulaient en effet suivant la méthode des segments alternants, usage en vigueur en Irlande et chez les Pictes. La couronne passait ainsi par alternance entre les deux, parfois trois, branches de la Maison d'Alpin. De ce fait, les rivalités dynastiques donnaient souvent lieu à des affrontements violents. Ces troubles furent particulièrement vifs dans la période allant de 942 à 1005, au cours de laquelle sept rois furent soit assassinés soit tués au combat. La rotation monarchique entre les différentes lignes successorales fut abandonnée après que Malcolm II fut monté sur le trône en 1005, ayant tué bon nombre de ses rivaux. De fait, lorsque Duncan Ier succéda à Malcolm II, en 1034, il n'y eut aucune opposition.
En 1040, Duncan subit une défaite et fut tué lors d'une bataille l'opposant à Macbeth (celui-ci est l'objet de la tragédie de William Shakespeare, Macbeth). Plus tard, en 1057, le fils de Duncan, Malcolm, vengea la mort de son père en défaisant Macbeth et en le mettant à mort. L'année suivante, après l'assassinat du beau-fils de Macbeth, Lulach, le 17 mars 1058, Malcolm monta enfin sur le trône sous le nom de Malcolm III, devenant ainsi le premier monarque de la Maison de Dunkeld.

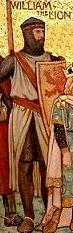
Guillaume Ier d’Écosse, le roi ayant eu le règne le plus long.

À partir de 1107, l'Écosse fut brièvement divisée conformément à la volonté d'Edgar entre son frère aîné Alexandre Ier (qui régna sur le nord de l'Écosse en tant que roi) et son jeune frère, David (qui régna sur le sud de l'Écosse en tant que comte). Après la mort d'Alexandre en 1124, David hérita des dominions et l'Écosse redevint unie, une fois de plus. David fut remplacé par l'inefficace Malcolm IV, puis par Guillaume le Lion qui eut le plus long règne sur le trône d'Écosse, jusqu'à l'Union des Couronnes. Guillaume participa à une rébellion contre le roi Henri II d'Angleterre qui échoua et à l'issue de laquelle il fut capturé par les Anglais. En échange de sa libération, Guillaume fut contraint de reconnaître Henri comme son suzerain. Le roi anglais Richard Cœur de Lion accepta de mettre fin à l'arrangement en 1189 en échange d'une grosse somme d'argent pour financer les Croisades. À la mort de Guillaume en 1214, son fils Alexandre II lui succéda. Alexandre II, ainsi que son successeur Alexandre III, tentèrent de prendre le contrôle des Hébrides extérieures qui étaient encore sous la domination de la Norvège. Sous le règne d'Alexandre III, la Norvège tenta sans succès de lancer une invasion de l'Écosse qui se solda par le traité de Perth, dans lequel la Norvège reconnut à l'Écosse le contrôle des Hébrides, de l'île de Man et de Caithness.
À la mort d'Alexandre III, en 1286, c'est sa petite-fille norvégienne de trois ans, Marguerite, qui lui succéda sur le trône d'Écosse. Toutefois, Marguerite mourut en mer lors de son voyage vers l'Écosse, en 1290, ce qui plongea le pays dans une crise de succession avec près de 13 prétendants. Plusieurs dirigeants écossais firent alors appel au roi Édouard Ier d'Angleterre pour régler le différend. Une cour fut mise en place où chacune des factions des Balliol et des Bruce nommait des assesseurs. La majorité des assesseurs se prononça en faveur de Jean Balliol. Le roi Édouard Ier le traita dès lors comme un vassal et tenta à plusieurs reprises de s'immiscer dans les affaires écossaises. En 1295, lorsque Balliol décida unilatéralement de mettre fin à son allégeance envers l'Angleterre, Édouard Ier envahit et conquit l'Écosse. En réaction, les Écossais se lancèrent dans une guerre d'indépendance pendant les dix premières années de laquelle ils n'avaient aucun monarque. La révolte était néanmoins officieusement dirigée par William Wallace. Après l'exécution de Wallace, en 1305, Robert Bruce prit le pouvoir et se déclara roi d'Écosse. Les efforts de Robert furent couronnés de succès lorsque l'indépendance écossaise fut reconnue en 1328. Malheureusement, à peine un an plus tard, Robert perdit la vie et les Anglais en profitèrent pour envahir à nouveau le pays sous le prétexte du rétablissement de l'héritier légitime de Jean Balliol, Édouard Balliol, sur le trône. L'Écosse réussit néanmoins à regagner une fois de plus son indépendance sous le règne du fils de Robert Bruce, David II.

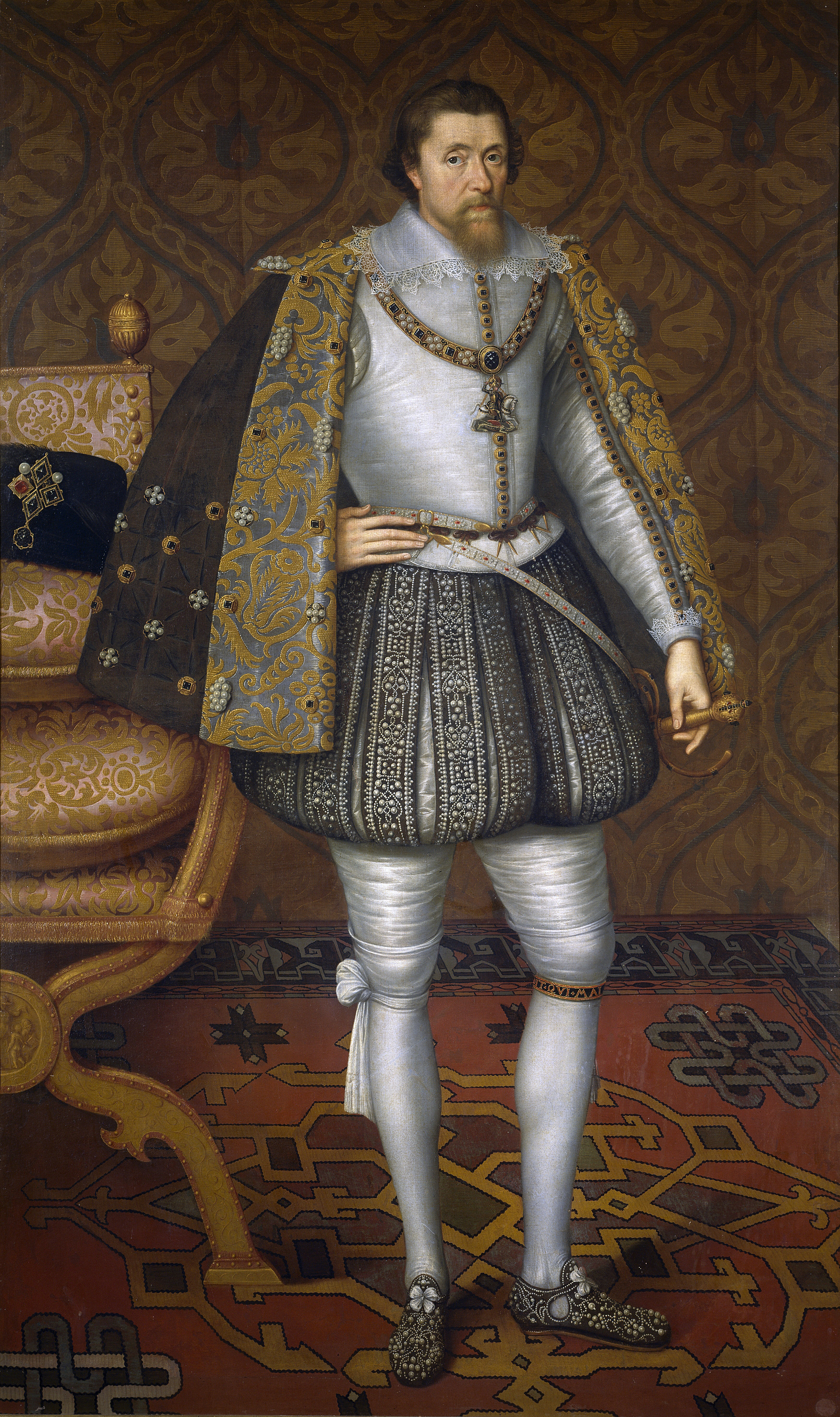
Jacques et Ier, premier monarque à régner à la fois sur l'Angleterre, l'Écosse et l'Irlande.

En 1371, Robert II succéda à David II comme premier monarque écossais de la Maison de Stewart (qui se transformera plus tard en Stuart). Les règnes de Robert II et de Robert III furent marqués par une baisse globale du pouvoir royal. Lorsque Robert III mourut en 1406, son fils Jacques Ier lui succéda mais il avait précédemment été fait prisonnier par les Anglais. Ce n'est qu'après avoir versé une importante rançon pour sa libération que Jacques revint en Écosse en 1424 et que la régence prit fin. Afin de rétablir son autorité, il se montra impitoyable et exécuta plusieurs de ses ennemis. Jacques II continua la politique de son père en soumettant les nobles les plus influents. Dans le même temps, le parlement écossais devint de plus en plus puissant, défiant souvent ouvertement le souverain. Le pouvoir parlementaire atteignit son apogée sous le règne du roi Jacques III. Par la suite, Jacques IV et ses successeurs eurent tendance à éviter de convoquer des sessions parlementaires, afin de contrôler le pouvoir du Parlement.
En 1513, Jacques IV profita de l'absence du roi anglais Henri VIII pour lancer une invasion de l'Angleterre. La bataille de Flodden Field fut un désastre pour les forces écossaises avec la mort du roi, de nombreux nobles et de plus de 10 000 soldats. Jacques V n'était encore qu'un nourrisson à la mort de son père et l'administration du pays fut ainsi prise en charge par un conseil de régents. Après avoir atteint l'âge adulte, Jacques régna avec succès jusqu'à ce qu'une autre guerre éclatât avec les Anglais, en 1542. Jacques mourut la même année, laissant ainsi la couronne entre les mains de sa fille Marie, âgée de seulement 6 jours. Marie, une catholique romaine, régna à une période de grands bouleversements religieux en Écosse. En effet, grâce aux efforts de réformateurs tels que John Knox, le protestantisme prit de plus en plus de place dans la société écossaise jusqu'à prendre l'ascendant sur le catholicisme. Lorsque Marie épousa Lord Darnley, un fervent catholique, en 1565, le peuple eut de grandes inquiétudes. Après l'assassinat de Lord Darnley, en 1567, Marie se rendit encore plus impopulaire en se remariant avec le comte de Bothwell, que l'on suspectait grandement de l'assassinat de Darnley. La noblesse se révolta contre la Reine, la forçant à abdiquer et à fuir vers l'Angleterre (où elle fut emprisonnée et exécutée plus tard par Élisabeth Ire). La couronne fut déposée entre les mains de son fils, Jacques VI, qui avait été élevé dans la religion protestante. Celui-ci devint plus tard roi d'Angleterre sous le nom de Jacques Ier à la mort de la reine Élisabeth.

### Monarchie irlandaise
Au XIIe siècle, le seul pape anglais de l'histoire, Adrien IV, émit une bulle pontificale autorisant le roi Henry II d'Angleterre à prendre possession de l'Irlande. En effet, à l'époque, le christianisme celtique ne suivait pas à la lettre le dogme de l'Église catholique romaine et était en conséquence accusé de croyances hérétiques. Le pape souhaitait ainsi que le monarque anglais annexe l'Irlande et remette les Irlandais dans le « droit chemin ». Le pape accorda donc l'Irlande au roi d'Angleterre sous la forme d'un territoire féodal nominativement sous la haute autorité papale.
Autour de 1170, le roi de Leinster, Dermot MacMurrough, fut déposé et son pays fut confisqué par son ennemi juré Rory O'Connor, roi de Connaught. Dermot réussit à s'échapper vers l'Angleterre et requit l'aide d'Henri. Henri refusa mais l'autorisa à utiliser un groupe d'aristocrates et d'aventuriers anglo-normands, dirigé par Richard de Clare, pour l'aider à regagner son trône. Dermot et ses alliés anglo-normands réussirent à reprendre le pays et à réinstaller Dermot sur le trône de Leinster. En récompense, Dermot offrit sa fille en mariage à Clare. De ce fait, quand Dermot mourut en 1171, Clare devint l'héritier du trône de Leinster. Henri eut peur que Clare n'en fasse un État normand rival ou qu'il serve de refuge pour les Anglo-Saxons. Il décida donc de tirer avantage de la bulle papale qui lui conférait la possession de l'Irlande pour se rendre sur l'île avec son armée. Il força ainsi Clare, les aristocrates anglo-normands présents en Irlande et certains chefs gaéliques à reconnaître sa souveraineté. Henri devint donc « Seigneur d'Irlande ».
Cette situation perdura jusqu'en 1541 quand le roi Henri VIII d'Angleterre rompit les liens avec l'Église catholique et fonda l'Église anglicane. De ce fait, l'octroi papal de l'Irlande au monarque anglais devint caduc. Henri VIII convoqua donc une session du Parlement irlandais cette même année pour changer son titre de souveraineté sur l'île. « Henri VIII, seigneur d'Irlande » laissa ainsi la place à « Henri VIII, roi d'Irlande », faisant ainsi du royaume d'Irlande une union personnelle avec le royaume d'Angleterre.

### Épisode républicain

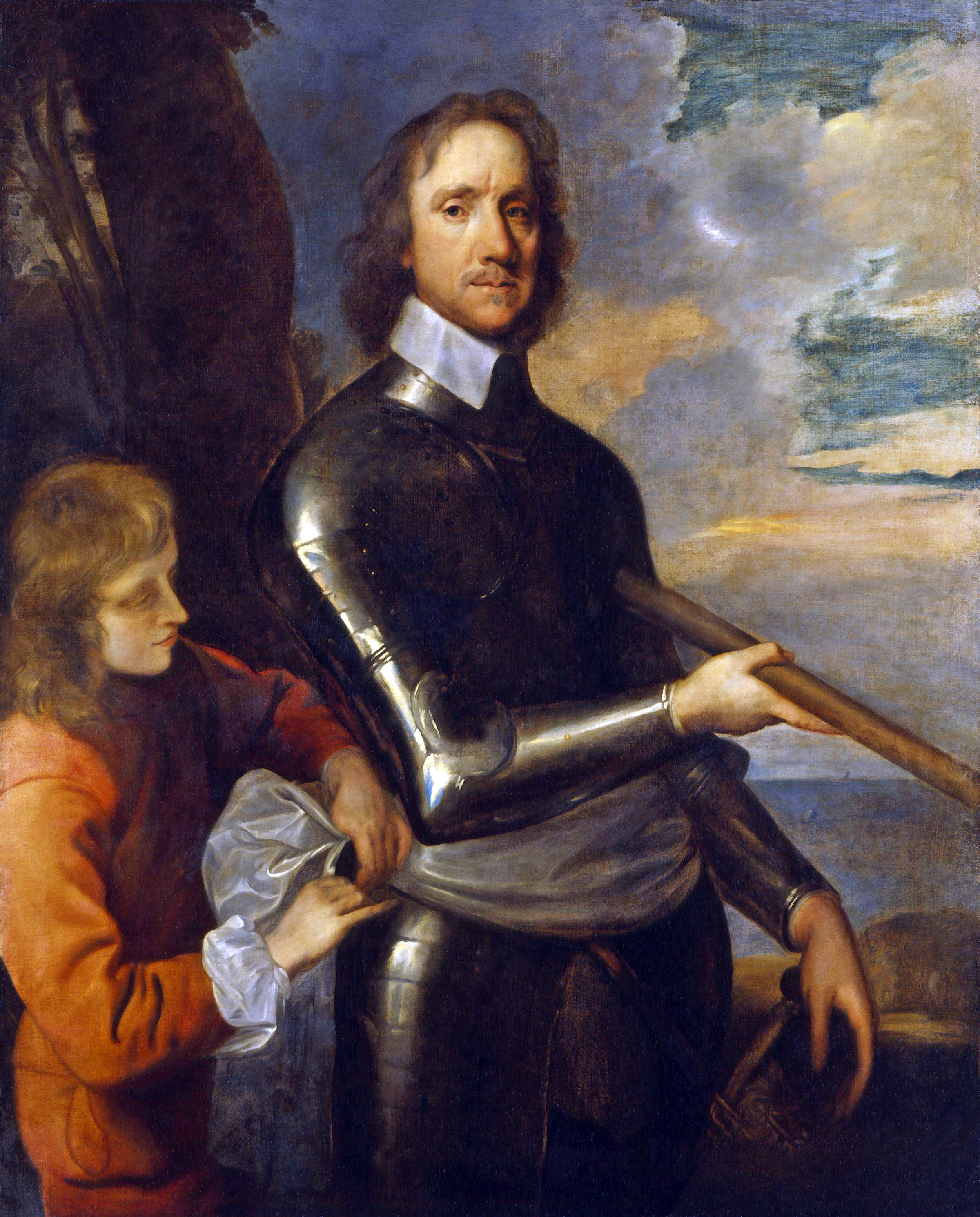
Oliver Cromwell, Lord Protecteur du Commonwealth d'Angleterre, d'Écosse et d'Irlande.

La mort d'Élisabeth en 1603 marqua la fin du règne de la maison des Tudor en Angleterre. N'ayant aucune descendance, elle fut remplacée par le monarque écossais Jacques VI, le fils de sa cousine Marie Stuart. Jacques VI régna en Angleterre sous le nom de Jacques Ier après ce qu'on appela l'« Union des Couronnes ». Bien que l'Angleterre et l'Écosse furent en union personnelle sous un monarque, les deux pays restèrent des royaumes distincts bien que Jacques Ier fût le premier à prendre le titre de « roi de Grande-Bretagne » en 1604. Jacques appartenait à la Maison des Stuart, une maison royale dont les monarques connurent des conflits fréquents avec le Parlement anglais. Les litiges portaient souvent sur les pouvoirs respectifs du roi et du Parlement, en particulier sur la levée des taxes. Le conflit fut particulièrement virulent sous le règne de Charles Ier. Celui-ci provoqua en effet l'indignation générale quand il décida de gouverner sans le Parlement de 1629 à 1640. Durant cette période que l'on nomma les « onze ans de tyrannie », le roi décida unilatéralement de la perception des impôts et adopta une politique religieuse controversée dans laquelle il s'opposait aux presbytériens écossais et aux puritains anglais. Vers 1642, le conflit entre le roi et le Parlement atteignit son apogée lorsque la première révolution anglaise commença. La guerre aboutit à l'exécution du roi, au renversement de la monarchie et à la création d'une république connue sous le nom de « Commonwealth d'Angleterre ».
En 1653, alors qu'il était le plus éminent chef militaire et politique de la nation, Oliver Cromwell prit le pouvoir et se déclara Lord Protecteur (devenant ainsi un dictateur militaire). Cromwell régna jusqu'à sa mort en 1658, date à laquelle lui succéda son fils Richard. Le nouveau Lord Protecteur ne trouvait que peu d'intérêt à gouverner et abdiqua rapidement, permettant ainsi le bref rétablissement du Commonwealth. L'absence de dirigeant clair conduisit à des troubles civils et militaires et à un désir de retour à la monarchie. La restauration débuta en 1660 lorsque le fils de Charles Ier, Charles II, fut proclamé roi. La création du Commonwealth et du Protectorat furent jugées illégales et Charles II fut déclaré roi de jure à partir de la mort de son père, en 1649.

### Actes d'Union

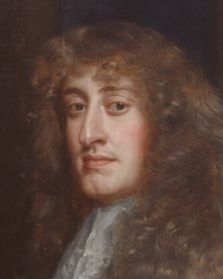
Jacques II.

Le règne de Charles II fut marqué par le développement des premiers partis politiques modernes en Angleterre. Comme Charles n'avait pas d'enfant légitime, ce devait être son frère catholique, Jacques, qui devait lui succéder. Afin d'éviter qu'un catholique ne s'installe sur le trône, les parlementaires firent tout leur possible pour exclure Jacques de la ligne de succession. Les « Abhorrers » qui s'y opposèrent formèrent le parti tory, tandis que les « Petitioners » soutinrent cette démarche et devinrent le parti whig. Ce projet de loi d'exclusion ne fut jamais adopté car Charles II dissout le Parlement à plusieurs reprises. Après la dissolution du Parlement de 1681, Charles régna en monarque absolu jusqu'à sa mort en 1685. Le catholique Jacques II succéda donc à Charles II et poursuivit sa politique de tolérance religieuse envers les catholiques, ce qui attira l'ire de nombre de ses sujets protestants. Ses décisions de maintenir une grande armée, de nommer des catholiques à de hauts postes politiques et militaires et d'emprisonner des religieux de l'Église d'Angleterre lui valurent une grande opposition. En conséquence, un groupe de nobles protestants et d'autres notables connus sous le nom des « sept immortels » invitèrent la fille de Jacques, Marie II et son mari Guillaume d'Orange à renverser le roi. Guillaume accepta et arriva en Angleterre le 5 novembre 1688 dans une grande ferveur populaire. Face à la défection de nombre de ses fonctionnaires protestants, Jacques préféra fuir le royaume le 23 décembre de la même année. Le 12 février 1689, le Parlement réuni en convention déclara que la fuite de Jacques hors du royaume constituait une abdication et que Guillaume III et Marie II devenaient souverains d'Angleterre et d'Irlande (et non le fils catholique de Jacques II, Jacques François Stuart). Le parlement écossais fit de même quelque temps plus tard.

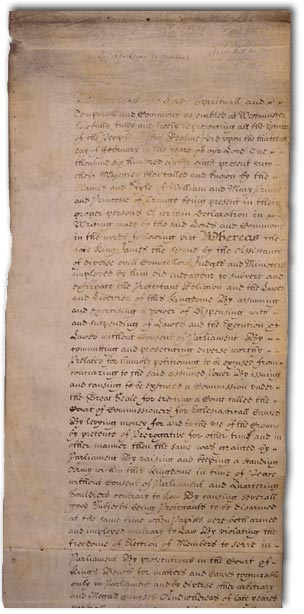
La déclaration des droits de 1689.

Le renversement de Jacques est habituellement désigné sous le nom de « Glorieuse Révolution ». Ce fut l'un des évènements les plus importants de la longue évolution du pouvoir parlementaire. En effet, la Déclaration des droits (ou Bill of Rights en anglais) de 1689 affirma la suprématie du Parlement et conféra certains droits aux citoyens anglais. La Déclaration fait aussi obligation aux futurs monarques d'être protestants pour pouvoir accéder au trône et désigne la sœur de Marie, Anne, comme héritière de la couronne, immédiatement après d'éventuels enfants de Guillaume et Marie. Marie mourut sans enfant en 1694, laissant Guillaume III comme seul monarque. En 1700, une crise politique éclata lorsque le dernier enfant vivant de la princesse Anne mourut, laissant Anne comme seule personne dans la ligne de succession. De peur que l'ancien roi Jacques II ou ses proches ne réclame le trône, le Parlement adopta l'Acte d'établissement (Act of Settlement, en anglais) en 1701 qui plaçait la lointaine cousine de Guillaume, Sophie de Bohême dans la ligne de succession. Peu de temps après l'adoption de la loi, Guillaume III mourut, laissant la couronne à sa belle-sœur Anne.
Après l'accession au trône d'Anne, la question de la succession réapparut rapidement. En effet, le Parlement écossais était furieux que le Parlement britannique ne l'ait pas consulté sur le choix de Sophie de Hanovre et adopta la loi de sécurité (ou Act of Security en anglais) qui menaçait de mettre fin à l'union personnelle entre l'Angleterre et l'Écosse. En réponse, le Parlement d'Angleterre vota la loi sur les étrangers (ou Alien Act en anglais), en 1705, qui mettait en danger l'économie écossaise en restreignant le commerce. Les parlements écossais et anglais en vinrent à négocier un Acte d'Union en 1707, en vertu duquel l'Angleterre et l'Écosse étaient réunis en un seul et même royaume, le royaume de Grande-Bretagne, pourvu des règles de succession énoncées dans l'Acte d'établissement.
À la mort de la reine Anne, en 1714, le trône revint au fils de la défunte Sophie de Hanovre, George Ier, qui consolida sa position en battant les rébellions jacobites en 1715 et 1719. Le nouveau monarque se montra moins actif que ses prédécesseurs dans le gouvernement du pays, même s'il conserva le contrôle des affaires de son électorat allemand. Au lieu de cela, la majorité du pouvoir de George fut transférée entre les mains de ses ministres, et en particulier de Sir Robert Walpole, qui est souvent considéré comme le premier Premier Ministre (non officiel) de Grande-Bretagne. Le déclin de l'influence du monarque et la montée du pouvoir du Premier ministre et du Cabinet se poursuivirent pendant le règne de George II, avant d'être ralentis sous celui de George III. George III résista ainsi aux tentatives de ses ministres d'accaparer davantage de pouvoir pour eux-mêmes et prit des mesures pour garder les tories (plus favorables au contrôle du gouvernement par le roi que les whigs) au pouvoir, chaque fois que cela fut possible. Le règne de George III fut également marqué par l'Acte d'Union de 1800 qui mit fin à l'union personnelle de l'Irlande avec le monarque britannique, en fusionnant les royaumes de Grande-Bretagne et d'Irlande au sein du Royaume-Uni de Grande-Bretagne et d'Irlande. Dans le même temps, George III abandonna toute revendication au trône de France, marquant ainsi la fin de la coutume prise par tous ses prédécesseurs depuis Édouard III.

### Renforcement du Parlement

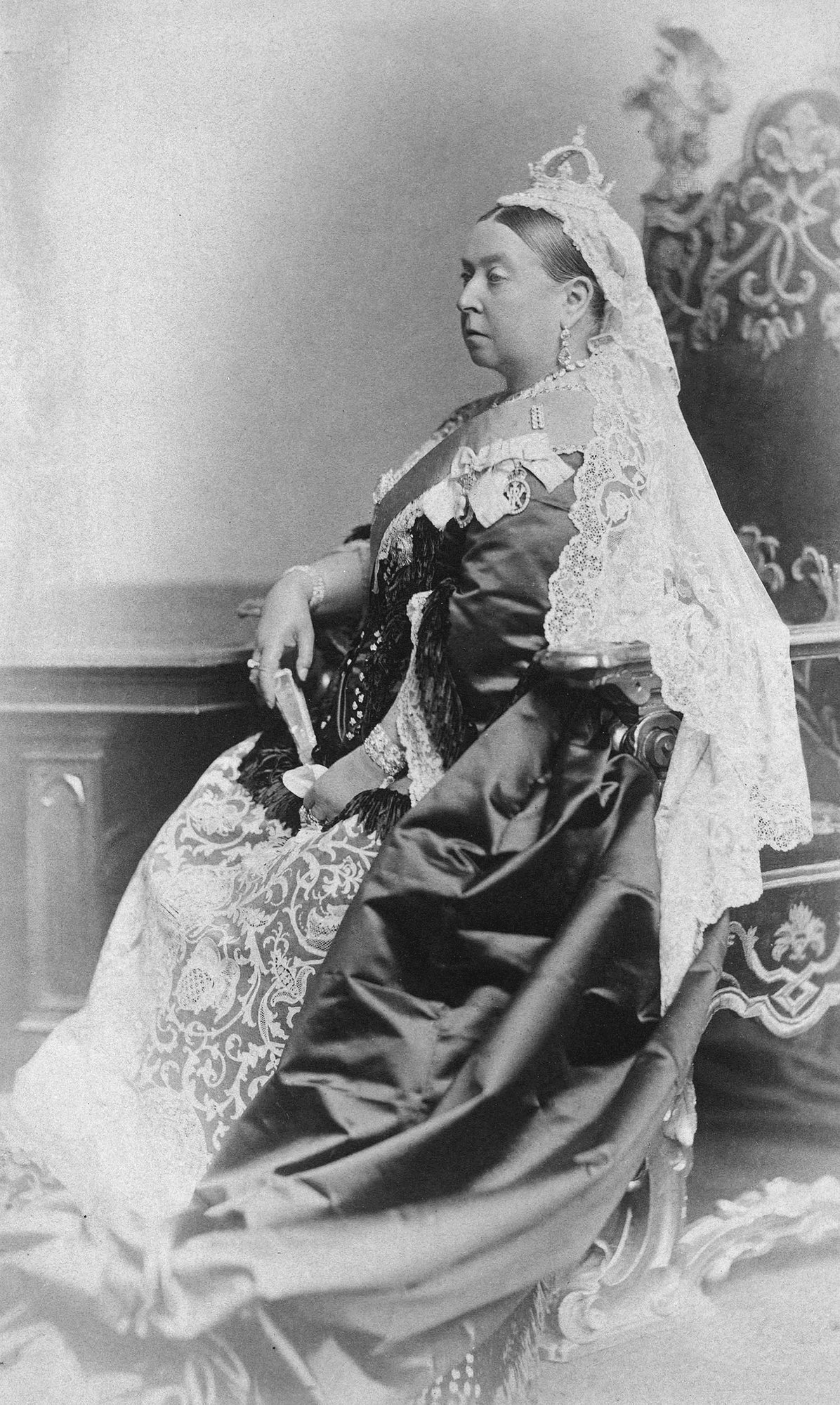
La reine Victoria eut l'un des plus longs règnes de l'histoire du Royaume-Uni.

De 1811 à 1820, George III souffrit d'un grave épisode de porphyrie, une maladie qui le rendait incapable de gouverner, obligeant ainsi son fils, le futur George IV, à exercer la régence. Le pouvoir royal s'est peu à peu dégradé sous sa régence et son règne, jusqu'à ce que, sous le règne de Guillaume IV, le monarque ne soit plus en mesure d'interférer avec le pouvoir parlementaire. En 1834, Guillaume révoqua le Premier ministre whig William Lamb et nomma le tory Robert Peel pour le remplacer dans ses fonctions. Toutefois, lors des élections suivantes, les Whigs obtinrent une large majorité à la Chambre des communes. Ils poussèrent Peel à démissionner en bloquant la majeure partie de sa législation, ne laissant pas d'autre choix au roi que de rappeler Lamb. Depuis 1834, plus aucun monarque n'a nommé ou révoqué un Premier ministre en contradiction avec la volonté de la Chambre des communes. Le règne de Guillaume IV fut également marqué par le passage de la grande loi de réforme (Reform Act) qui réforma la représentation parlementaire et supprima de nombreux bourgs pourris. Avec d'autres lois adoptées tout au long du XIXe siècle, cette loi conduisit à un élargissement du système de franchise électorale et à la montée en puissance de la Chambre des communes comme la plus importante chambre du Parlement.
La dernière transition vers une monarchie constitutionnelle s'opéra sous le long règne de la reine Victoria, dernier monarque de la maison de Hanovre. Étant une femme, Victoria n'eut pas la possibilité de régner sur le royaume de Hanovre en vertu de la loi salique en vigueur, mettant ainsi fin à l'union personnelle entre le Royaume-Uni et le royaume de Hanovre. En reconnaissance de la domination britannique en Inde, Victoria fut déclarée Impératrice des Indes en 1876. Son règne fut également marqué par le net développement du mouvement républicain, partiellement en raison de la longue période d'isolement et du deuil permanent de la reine après la mort de son mari le Prince Albert en 1861. L'ère victorienne reste toutefois une période importante de l'histoire du Royaume-Uni car elle fut marquée par un grand changement culturel, un progrès technologique et l'affirmation du pays comme l'une des principales puissances mondiales.
Le fils de Victoria, Édouard VII, fut le premier et le dernier monarque de la Maison de Saxe-Cobourg-Gotha en 1901. Cependant, en 1917, le roi George V changea le nom de la maison de Saxe-Cobourg-Gotha par Windsor en raison de sa trop grande connotation allemande, en pleine Première Guerre mondiale. Le règne de George V fut marqué par la séparation du royaume d'Irlande en Irlande du Nord (toujours partie intégrante du Royaume-Uni) et en État libre d'Irlande (la future république d'Irlande, en 1922).

### Période post-empire

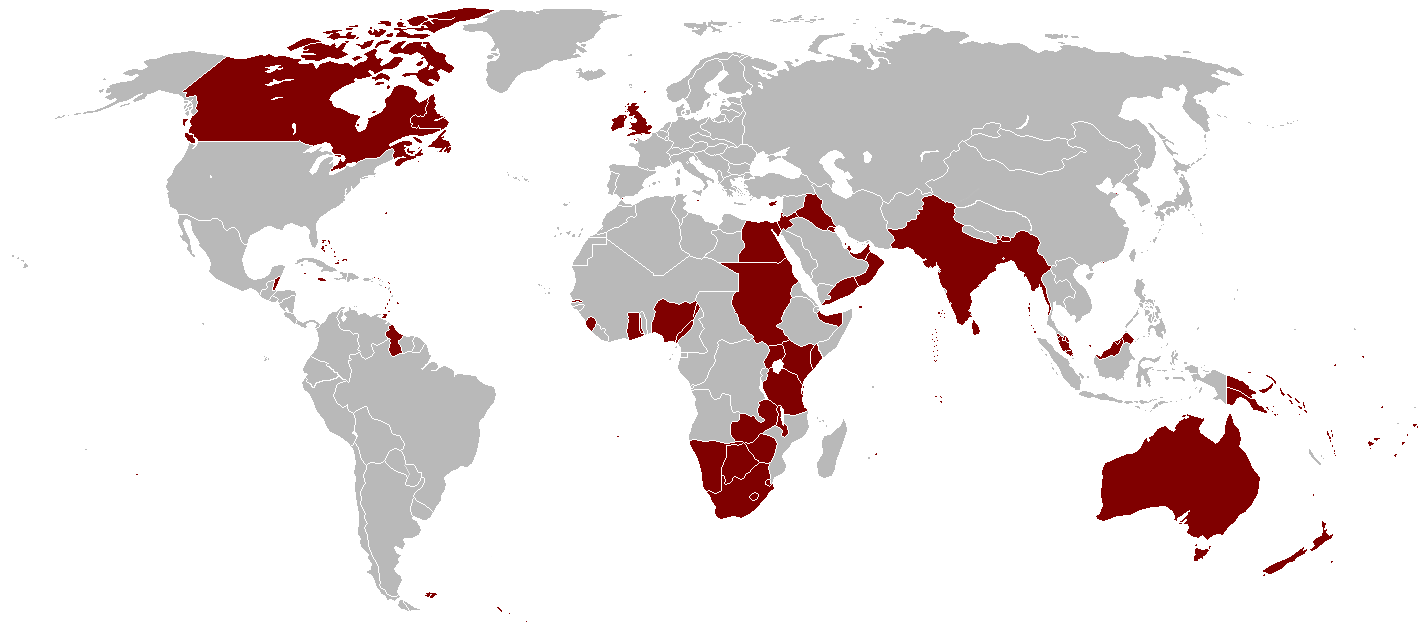
Carte de l'empire britannique en 1921.

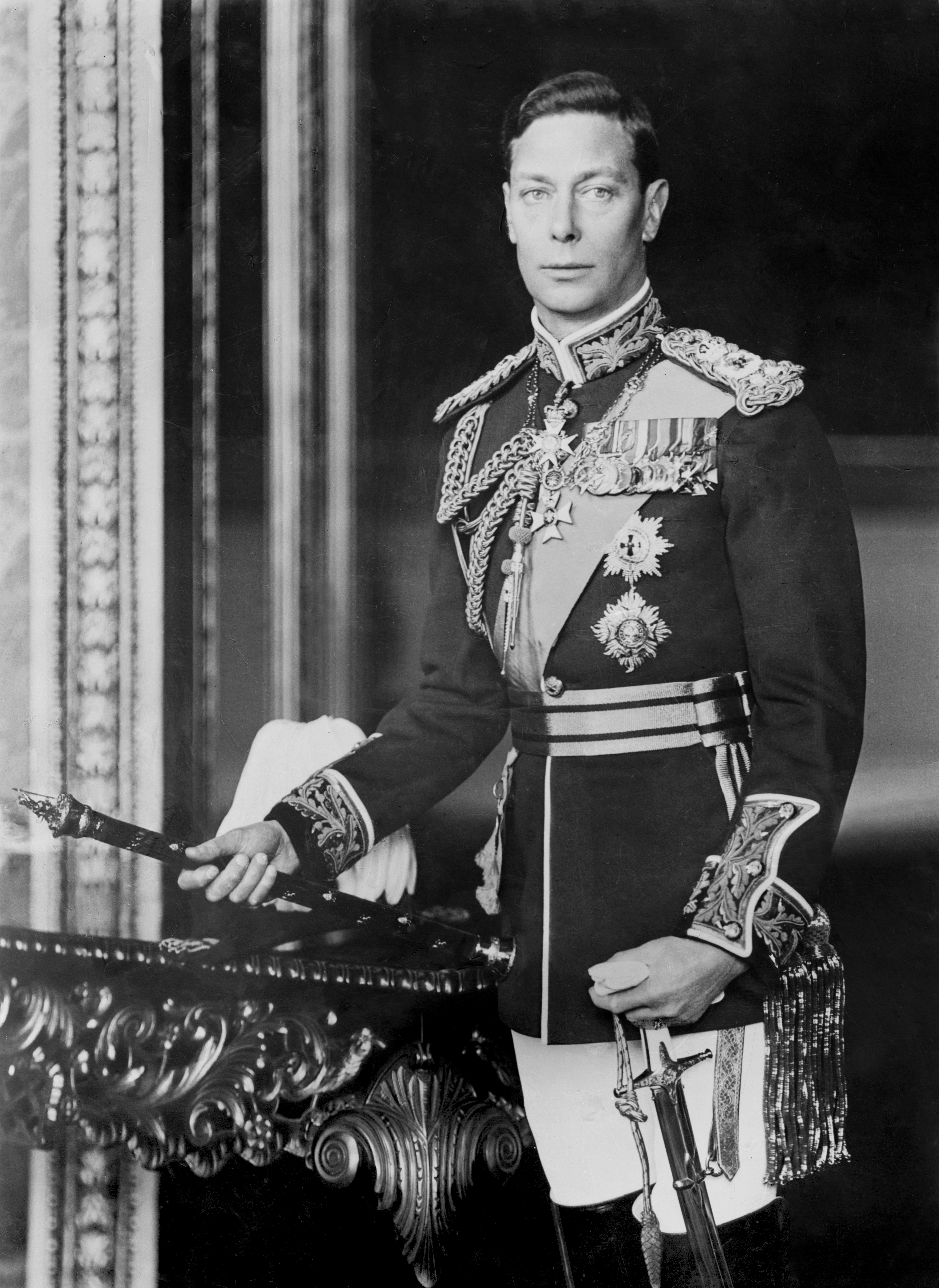
Portrait du roi George VI datant des années 1940.

Avec la déclaration Balfour de 1926 et l'adoption du statut de Westminster en 1931, la Couronne britannique qui régnait sur l'ensemble de l'empire fut remplacée par des monarchies distinctes pour chaque dominion,,. Grâce à la déclaration Balfour, les dominions ne furent ainsi plus subordonnés au Royaume-Uni mais mis sur un pied d'égalité avec lui. Ainsi, la monarchie britannique restreignit dès lors sa juridiction au seul territoire du Royaume-Uni. Dans cet esprit, George VI fut ainsi de manière distincte le roi du Royaume-Uni, de l'Australie, du Canada et ainsi de suite. Cette séparation fut renforcée par la possibilité pour chaque dominion d'amender sa propre constitution. À l'origine, chaque membre du Commonwealth était un royaume du Commonwealth. Cependant, lorsque l'Inde devint une république en 1950, il fut décidé qu'elle pourrait rester membre du Commonwealth, même si elle ne partageait plus un monarque commun avec les autres royaumes du Commonwealth. Néanmoins, il fut convenu que le monarque britannique serait le « chef du Commonwealth » dans tous les États membres du Commonwealth, qu'il s'agisse de royaumes ou non. Toutefois, cette position n'est que purement cérémonielle.
La mort de George V en 1936 provoqua l'accession au trône d'Édouard VIII. Ce dernier causa un scandale public en annonçant son intention d'épouser une Américaine divorcée, Wallis Simpson, alors que l'Église anglicane était opposée au remariage des divorcées. En conséquence, Édouard décida d'abdiquer. Les parlements du Royaume-Uni et des autres royaumes du Commonwealth l'y autorisèrent et Édouard VIII et les enfants de sa nouvelle femme furent ainsi exclus de la ligne de succession. La couronne passa à son frère, George VI. George servit de figure de ralliement pour le peuple britannique pendant la Seconde Guerre mondiale, en faisant des visites régulières aux troupes, aux usines de munition et aux zones bombardées par l'Allemagne nazie pour renforcer leur moral. George VI fut le dernier monarque britannique à porter le titre d'« empereur des Indes » en raison de l'indépendance de l'Inde survenue en 1947.

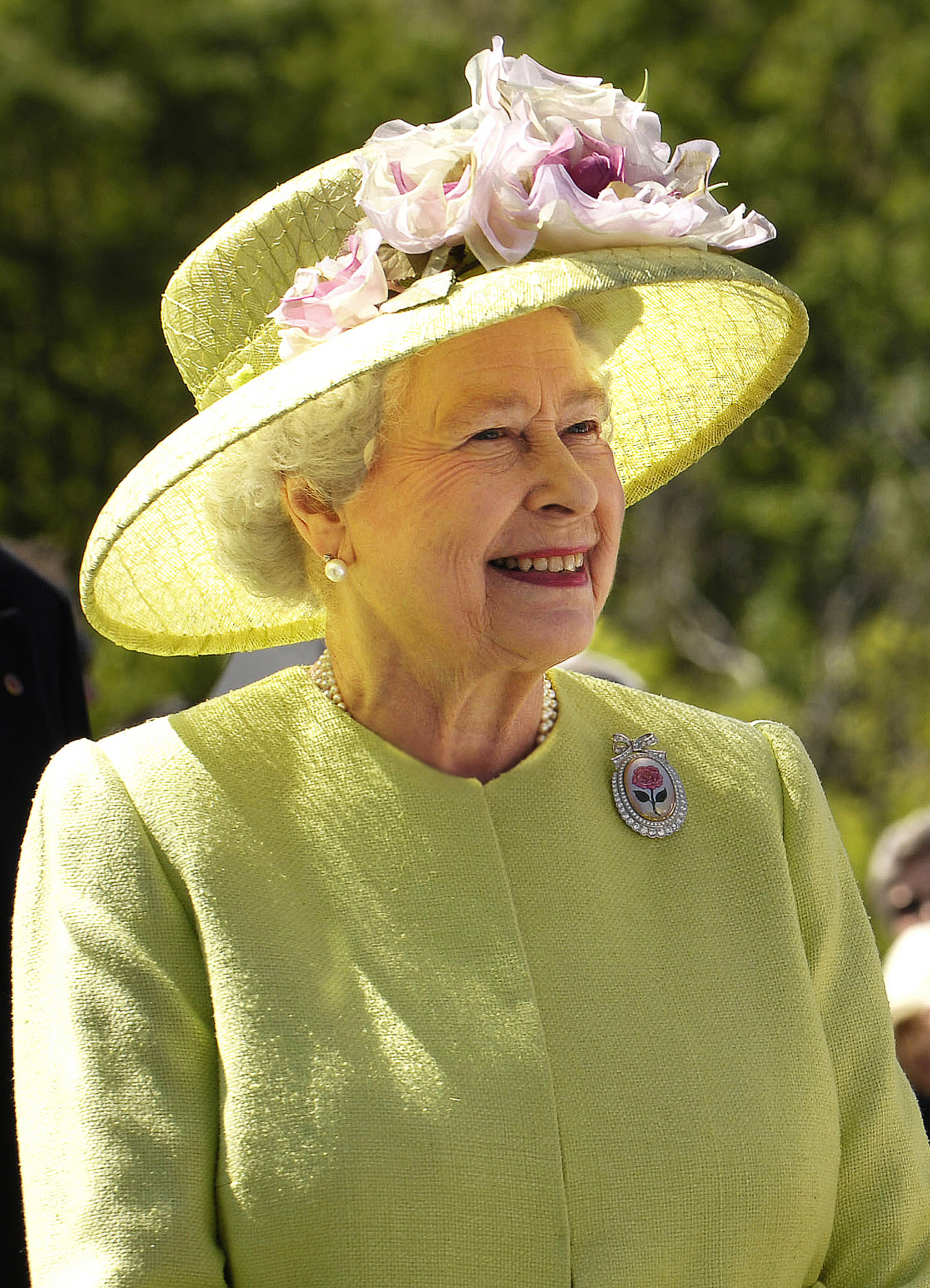
La reine Élisabeth II.

La mort de George VI en 1952 fut suivie par l'accession au trône de sa fille, Élisabeth II. Comme ses prédécesseurs, Élisabeth II continue de régner comme un monarque constitutionnel. Son règne a notamment été marqué par une montée du mouvement républicain, notamment à cause de la mauvaise presse de la famille royale (surtout après la mort de Lady Diana). Néanmoins, les sondages actuels semblent indiquer que la population britannique dans sa grande majorité soutient le maintien de la monarchie.
La reine Élisabeth II meurt le 8 septembre 2022, après un règne historiquement long de 70 ans, 7 mois et 2 jours. La fin de son règne fut notamment marquée par le Brexit, la pandémie de Covid-19 ainsi que le départ de son petit-fils, le prince Harry, de la famille royale, qui provoqua des tensions. La mort de la reine entraîne l'accession au trône de son fils, le monarque actuel Charles III.

## Rôles et pouvoirs du monarque

### Rôle constitutionnel
D'après la constitution du Royaume-Uni, le pouvoir législatif est exercé par les deux chambres du Parlement, à savoir la Chambre des lords et la Chambre des communes. Quant au pouvoir exécutif, il est exercé par le monarque, le Premier ministre et son Cabinet, mais dans les faits, le rôle du souverain se cantonne essentiellement à un rôle cérémoniel et symbolique.
Le monarque britannique reçoit également les serments d'allégeance qui lui sont faits à lui et à « ses légitimes successeurs ». Bien qu'ayant un rôle purement cérémoniel, le monarque est omniprésent dans la vie de ses sujets, que ce soit dans l'hymne national (God Save the King ou God Save the Queen) ou sur les timbres-poste, les pièces de monnaie et les billets de banque. En tout état de cause, le rôle du monarque constitutionnel est en grande partie limité à des fonctions non partisanes, telles que l'octroi d'honneurs. Cette position au-dessus des clans est reconnue depuis le XIXe siècle, notamment par l'écrivain Walter Bagehot qui décrit en 1867 le monarque comme la « partie digne », par opposition à la « partie efficace », du gouvernement.
Lorsque cela est nécessaire, le souverain est chargé de nommer un nouveau Premier ministre. Celui-ci entre alors officiellement en poste lors d'une cérémonie connue sous le nom de baiser la main. La convention veut que le souverain désigne la personne qui détient l'appui de la Chambre des communes, habituellement le chef du parti ou de la coalition qui possède une majorité dans cette chambre. Lorsqu'aucun parti ou aucune coalition ne détient la majorité, le monarque possède une plus grande liberté dans le choix de la personne susceptible de récolter le plus de soutiens. Il s'agit généralement du chef du parti le plus important,. Depuis 1945, cette situation ne s'est présentée qu'une seule fois, à la suite des élections générales de février 1974. Après l'échec des négociations entre le Premier ministre sortant, Edward Heath, et le chef du parti libéral, Jeremy Thorpe, Heath fut contraint de démissionner et Harold Wilson fut nommé Premier ministre. Ainsi, bien que le parti travailliste de Wilson ne fût pas majoritaire, il était alors le plus grand parti. Selon les principes de Lascelles, lorsqu'un gouvernement minoritaire souhaite la dissolution du Parlement en demandant au souverain de convoquer des élections anticipées afin de renforcer sa position, le monarque est en droit de refuser et de laisser les partis d'opposition former un gouvernement de coalition. Toutefois, lorsque Wilson demanda à la reine de dissoudre le Parlement l'année suivante, celle-ci le lui accorda, Heath ayant déjà échoué précédemment à former une coalition avec le parti libéral. Ces élections générales donnèrent à Wilson une courte majorité à la chambre. Bien que le monarque ait théoriquement le droit de démettre unilatéralement un Premier ministre, dans la pratique, le mandat du Premier ministre ne prend fin que lors d'une défaite électorale, de sa démission ou de sa mort. Le dernier monarque à avoir révoqué un premier ministre fut Guillaume IV avec Lord Melbourne, en 1834.

### Prérogative royale
Le gouvernement n'existe légalement que par prérogative royale. Dans les faits, certains des pouvoirs qui sont exercés par le gouvernement sont légalement dévolus au souverain. Cependant, le monarque n'en fait que rarement usage de son propre chef et n'agit bien souvent que sous la pression de la convention et des précédents. Il limite ainsi l'usage direct de ses pouvoirs de réserve à de rares circonstances, comme les situations d'urgence. En temps normal, il exerce ses prérogatives sur les conseils des ministres qui sont responsables devant le Parlement, via le Conseil Privé. En pratique, les prérogatives sont exercées sur les conseils du Premier ministre auquel est accordée une audience hebdomadaire avec le souverain. Ce dernier a le droit d'exprimer son opinion, mais a le devoir constitutionnel d'accepter les décisions de son Premier ministre et du Cabinet (s'il bénéficie du soutien de la Chambre des communes, comme on a pu le voir dans le paragraphe précédent). Ainsi, selon Bagehot : « le Souverain a, dans le cadre d'une monarchie constitutionnelle […] trois droits : le droit d'être consulté, le droit d'encourager et le droit de mettre en garde. » Bien que beaucoup d'actes de Parlement soient faits en son nom, ils proviennent donc du gouvernement démocratique du Royaume-Uni.
Parmi les prérogatives royales, on peut notamment citer le pouvoir de nommer et de révoquer les ministres, de réglementer la fonction publique, d'émettre les passeports, de déclarer la guerre, de faire la paix, de diriger les actions de l'armée, de négocier et de ratifier les traités, les alliances et les accords internationaux. Toutefois, lorsqu'un traité est susceptible de modifier la législation nationale du Royaume-Uni, une loi parlementaire est nécessaire. Le monarque est le commandant en chef des forces armées (la Royal Navy, la British Army et la Royal Air Force), accrédite les ambassadeurs britanniques et reçoit les diplomates des États étrangers.
Le monarque doit approuver formellement toutes les lois avant qu'elles puissent s'appliquer, ce qui lui confère un droit de veto sur toutes les lois du Parlement. Le consentement royal est donné en français normand par un représentant du monarque : les expressions formelles utilisées sont La Reyne (ou le Roy) le veult (qui veut dire : oui), et le Roy s'avisera (qui veut dire : non). La dernière fois que le consentement royal a été refusé remonte à 1708, sous le règne d'Anne. Pour les lois directement applicables par le monarque (ex. : la déclaration de guerre ou la dissolution du Parlement), celui-ci doit consentir au débat du Parlement.
Même si la prérogative royale est étendue et ne nécessite pas formellement l'approbation du Parlement, elle a été limitée au fil du temps. En effet, beaucoup de prérogatives de la Couronne sont tombées en désuétude ou ont été transférées de façon permanente au Parlement. Par exemple, le monarque ne peut ni imposer, ni percevoir de nouvelles taxes. Une telle action requiert désormais l'autorisation du Parlement. Par ailleurs, selon un rapport parlementaire, « la Couronne ne peut pas inventer de nouvelles prérogatives » et le Parlement peut passer outre une prérogative royale en adoptant une loi.
Bien qu'il y ait un consensus populaire sur l'existence de la monarchie, il est généralement accepté que cette opinion changerait rapidement si le monarque était tenté d'exercer ses pouvoirs en opposition avec le gouvernement démocratiquement élu, sauf, peut-être, dans des circonstances exceptionnelles.

### Rôle religieux
Le souverain est le gouverneur suprême de l'Église d'Angleterre. Les archevêques et les évêques sont ainsi nommés par le monarque, sur l'avis du Premier Ministre, d'après une liste de candidats établie par une commission ecclésiastique. Le rôle du souverain dans l'Église d'Angleterre n'est que titulaire. En effet, l'ecclésiastique le plus important de l'Église est l'archevêque de Canterbury qui officie en tant que chef spirituel de l'Église d'Angleterre et de la Communion anglicane dans son ensemble.
En outre, même si le monarque n'est qu'un membre ordinaire de l'Église d'Écosse, il (ou elle) détient le pouvoir de nommer le Haut Commissaire lors de son Assemblée générale. Par contre, le souverain ne joue aucun rôle officiel ni dans l'Église au Pays de Galles, ni dans l'Église d'Irlande.

### Dotation d'honneur et de dignité
Le souverain est la source de tous les honneurs et dignités. Ainsi, la couronne crée toutes les pairies. La pairie est à la base du système des titres de noblesse et est une part du système d'honneurs au Royaume-Uni. Le terme peut être employé pour se rapporter au corps entier des titres dans un sens collectif, ou à un titre spécifique. Le monarque détermine également l'accès à tous les ordres de chevalerie et accorde tous les honneurs.
Dans la pratique, la plupart des pairies et des honneurs sont accordées sur les conseils du premier ministre et d'autres ministres. Cependant, le souverain détermine personnellement l'adhésion de l'ordre de la Jarretière, de l'ordre du Chardon, de l'ordre du Mérite et de l'ordre royal de Victoria.
Néanmoins, le souverain ne peut pas s'accorder lui-même (ou elle-même) une dignité ou un honneur. Car la Chambre des lords a décidé dans l'affaire « Buckhurst peerage » que « la fontaine et la source de toutes les dignités ne peut obtenir une dignité de sa propre part ». Il n'y a cependant aucune interdiction sur le fait de recevoir des dignités de la part de souverains étrangers.

## Règles de succession

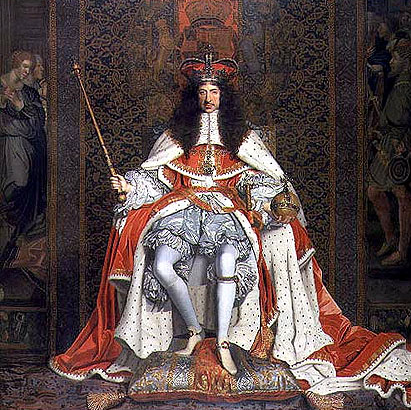
Portrait de Charles II d'Angleterre en tenue de couronnement, par John Michael Wright.

La succession sur le trône britannique est régie par plusieurs textes, dont le plus important est la Déclaration des droits de 1689 et l'acte d'établissement de 1701. Depuis, une éventuelle modification des règles de succession ne peut se faire que par une loi du Parlement et avec l'approbation de l'unanimité des royaumes du Commonwealth. Traditionnellement, la succession se faisait suivant la règle de primogéniture agnatique dans laquelle la préférence, avant 2015, était donnée aux héritiers de sexe masculin. Selon cette règle, les fils du monarque héritaient avant les filles, du plus âgé au plus jeune. La loi de règlement limite toutefois la succession aux descendants, légitimes, naturels et protestants, de Sophie de Hanovre, petite-fille de Jacques Ier.
La Déclaration des droits et l'acte d'établissement incluent également des restrictions religieuses, qui ont été imposées historiquement par la défiance des anglais et des écossais envers le catholicisme romain au XVIIe siècle. Ainsi, seul un protestant peut accéder au trône. Les héritiers qui ne respectent pas ce critère sont alors considérés comme décédés de mort naturelle au niveau de la ligne de succession. Cependant, cette déchéance ne s'étend pas à ses éventuels descendants légitimes (protestants). Au cours des dernières années, des efforts ont été faits pour tenter de supprimer ces restrictions religieuses et pour conférer une égalité de droit entre les hommes et les femmes dans les règles de succession. Le 26 mars 2015, la loi Acte de succession à la Couronne de 2013 est entrée en vigueur, ayant obtenu l'approbation de l'ensemble des royaumes du Commonwealth (cfr. Accord de Perth). Depuis cette date, femmes et hommes nés après 2011 sont à égalité dans l'ordre de succession (remplaçant la primogéniture masculine par la primogéniture sans distinction de sexe), et une personne qui épouse un(e) catholique n'est plus exclue de l'ordre de succession. Seuls les protestants peuvent toutefois hériter du trône, en raison des fonctions religieuses que doit exercer le monarque.
À la mort du souverain, son héritier lui succède immédiatement et automatiquement (d'où la phrase « Le roi est mort, vive le roi ! »). L'accession au trône est publiquement proclamée par le Conseil d'accession qui se réunit au palais Saint James. Sont alors présents les membres de la Chambre des lords, des conseillers privés, le lord-maire de Londres, des conseillers municipaux de la ville de Londres et des hauts commissaires des pays de Commonwealth. Le Conseil fait une proclamation déclarant la mort du monarque précédent et appelle l'individu qui doit hériter de la couronne. La proclamation est alors lue à haute voix à divers endroits : à Londres, à Édimbourg, à Windsor et à York. Le monarque est ensuite couronné à l'abbaye de Westminster par l'archevêque de Canterbury. Cependant, le couronnement n'est pas nécessaire à l'exercice du pouvoir. En effet, la cérémonie ne se déroule généralement que plusieurs mois après l'accession au trône, afin de respecter une période de deuil suffisante et de préparer la cérémonie. Une fois couronné, le monarque règne jusqu'à sa mort. L'unique abdication volontaire de l'histoire du royaume est celle d'Édouard VIII et elle a dû être autorisée par le Parlement au préalable. Le dernier monarque à avoir été forcé de quitter le pouvoir est Jacques II lorsqu'il partit en exil en 1688 à cause de la Glorieuse Révolution.
Dans le cas où le monarque serait mineur (ou inapte physiquement ou mentalement), les Regency Acts permettent l'établissement d'une régence. Lorsque cela est nécessaire, c'est alors la prochaine personne qualifiée dans la ligne de succession qui devient régent, sauf si elle est elle-même mineure ou inapte. Des dispositions spéciales ont été prises par la reine Élisabeth II, en 1953, prévoyant que le mari de la reine, le duc d'Édimbourg, pourrait agir en tant que régent, dans de telles circonstances.
Lorsque le monarque s'absente du royaume, ou lorsqu'il subit une infirmité physique temporaire, il peut temporairement déléguer certaines de ses fonctions aux conseillers d'État, groupe composé de son conjoint et des quatre premiers adultes de la ligne de succession. À l'heure actuelle, et depuis l'accession au trône de Charles III en 2022, les conseillers d'État sont donc la reine consort, le prince de Galles, le duc de Sussex, le duc d'York et la princesse Beatrice.

## Représentations
Actuellement, le monarque est le roi Charles III depuis le 8 septembre 2022, et le prochain devrait être William, prince de Galles, le fils aîné du roi. Il existe aussi d’autres enfants et cousins constituant la famille royale. Depuis le 9 septembre 2015, le règne le plus long, parmi tous les monarques britanniques, est celui de la reine Élisabeth II, qui a dépassé ce jour-là la longévité sur le trône (63 ans 7 mois et 2 jours) de sa trisaïeule Victoria.

### Titulature
La titulature du souverain actuel est « Charles Trois, par la grâce de Dieu, roi du Royaume-Uni de Grande-Bretagne et d'Irlande du Nord et de ses autres royaumes et territoires, chef du Commonwealth, défenseur de la foi ». Le titre de « chef du Commonwealth » est détenu personnellement par le roi et n'est donc pas directement relié à la couronne. C'est le pape Léon X qui conféra en premier lieu le titre de « défenseur de la foi » au roi Henri VIII en 1521 pour le remercier de son soutien à la papauté durant la Réforme protestante (notamment dans son livre « la défense des sept sacrements »). Le pape Paul III le lui retira quand il rompit avec l'Eglise romaine, mais le Parlement vota une loi pour qu'il soit autorisé à l'utiliser malgré tout.
On se réfère généralement au souverain sous le nom de « Sa Majesté ». La formule « sa Majesté britannique » figure dans les traités internationaux et sur les passeports pour différencier le monarque britannique des autres dirigeants étrangers. Le monarque choisit son nom de règne comme il l'entend, ce n'est pas nécessairement son premier prénom. C'est ainsi le cas du roi George VI, du roi Édouard VII et de la reine Victoria. Les nombres ordinaux utilisés pour le nom du monarque ne tiennent compte que des monarques depuis la conquête normande de l'Angleterre. Dans le cas où un nom de règne n'a été utilisé que par un seul monarque, aucun nombre ordinal n'est utilisé. En 1953 s'est posée la question de savoir si la numérotation ordinale devait être fondée sur les précédents monarques anglais ou bien écossais. Des nationalistes écossais ont en effet contesté à la reine le droit d'utiliser le nom d'Élisabeth II sur le territoire écossais, au motif qu'il n'y avait jamais eu d'Élisabeth Ire en Écosse.
Dans l'affaire MacCormick contre Lord Advocate, la cour suprême d'Écosse (Court of Session) débouta les plaignants, estimant que le titre de la reine était une question de choix et que cela faisait partie de ses prérogatives. Le secrétaire d'État au département de l’Intérieur déclara à l'époque devant la Chambre des communes que, depuis l'Acte d'Union, les monarques avaient toujours utilisé l'ordinal le plus élevé entre l'anglais et l'écossais. Le Premier ministre confirma cette pratique, mais nota que « ni la Reine, ni ses conseillers ne pourraient chercher à forcer ses successeurs [à faire de même] ». Selon Debrett, il a été annoncé que les futurs rois appliqueraient cette politique. Traditionnellement, la signature du monarque inclut leur nom de règne, sans l'ordinal, suivi de la lettre R pour rex ou regina (respectivement, roi et reine en latin). La signature actuelle du monarque est « Charles R ». De 1877 à 1948, les monarques ajoutaient la lettre I à la fin de leur signature, pour imperator ou imperatrix (respectivement, empereur et impératrice en latin), en raison de leur statut d'empereur ou d'impératrice des Indes. Ainsi, par exemple, la reine Victoria signait en tant que « Victoria RI » à partir de 1877.

### Armoiries

Armoiries royales, telles qu'utilisées en Angleterre, au Pays-de-Galles et en Irlande.

Les armes royales du Royaume-Uni sont « écartelées, au 1 et 4, de gueules, à trois léopards d'or (pour l'Angleterre) ; au 2, d'or, au lion de gueules au double trescheur fleuronné et contre-fleuronné du même (pour l'Écosse) ; et au 3, d'azur, à la harpe d'or cordée d'argent (pour l'Irlande) ». Il est supporté à dextre par un léopard lionné couronné d'or et, à sénestre, par une licorne d'argent armée, lampassée et entravée aussi d'or. La chaîne est attachée à une couronne du même. La devise, « Dieu et mon Droit », apparaît en lettres d'or sur un phylactère de couleur blanche. L'écu est entouré d'une jarretière d'azur sur laquelle est écrit en lettres d'or « Honi soit qui mal y pense », devise de l'ordre de la Jarretière, ordre de chevalerie britannique le plus élevé depuis sa création en 1348.
Lorsqu'il se trouve en Écosse, le souverain utilise une forme alternative d'armoiries dans lesquelles le quart 1 et 4 représentent l'Écosse, le quart 2 l'Angleterre et le quart 3 l'Irlande. En outre, les positions des supports (léopard lionné et licorne) sont inversées, la licorne est couronnée aussi, et la devise devient alors « Nemo me impune lacessit » (littéralement, personne ne me provoque impunément, en latin), avec une autre devise au-dessus des armoiries, « In Defens », diminutif de « In my Defens God me Defend » (pour ma défense, que Dieu me défende, en scots).
Le drapeau officiel du monarque au Royaume-Uni s'appelle le Royal Standard, représentant les armoiries royales. Il orne les bâtiments, les navires et les véhicules où se trouve le souverain. Lorsque le souverain est absent, ou pour tous les autres cas, c'est l'Union Flag qui est levé. Le Royal Standard n'est jamais en berne car il y a toujours un souverain au Royaume-Uni. En effet, grâce au principe de continuité, dès qu'un monarque meurt, son successeur devient le nouveau souverain instantanément. Comme les armoiries, le souverain utilise deux Royal Standards : un avec les armoiries royales anglaises (pour utiliser en Angleterre, au Pays de Galles et dans l'Irlande du Nord), et l'autre avec les armoiries royales écossaises (pour utiliser en Écosse).

## Finances

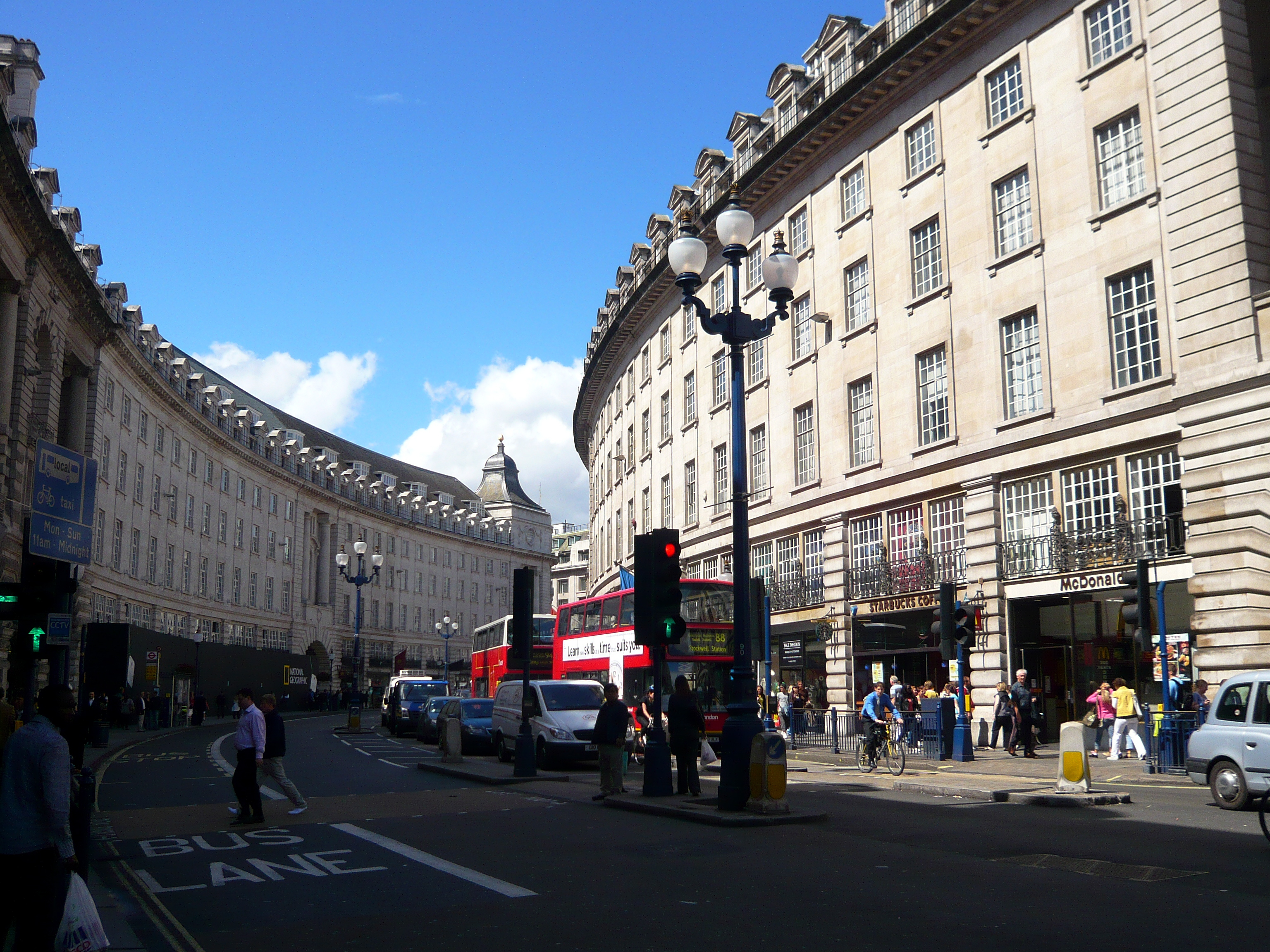
Regent Street, à Londres, l'un des principaux actifs du portefeuille du Crown Estate.

Le Parlement pourvoit à la plupart des dépenses officielles du souverain à l'aide des fonds publics, connu sous le nom de « liste civile » et de subventions. Une subvention annuelle est allouée pour l'entretien des résidences royales, mais également pour les voyages officiels du monarque. La liste civile couvre la plupart des dépenses, y compris les dépenses de personnel, des visites d'État, des engagements officiels et des divertissements officiels. Son montant est fixé par le Parlement pour une période de 10 ans.
Jusqu'en 1760, le monarque subvenait à toutes ses dépenses officielles à partir de revenus héréditaires, dont les bénéfices du Domaine Royal (le portefeuille des actifs de la couronne). Le roi George III accepta de renoncer à ses revenus héréditaires en échange de la liste civile, dispositif qui persiste encore aujourd'hui. À l'heure actuelle, les montants que rapportent le domaine royal dépassent largement ceux de la liste civile et des subventions prévues pour le monarque. Ainsi, sur l'exercice 2007-2008, le domaine royal a rapporté 200 millions de livres au Trésor Public, tandis que les parlementaires ont accordé 40 millions de livres au monarque au cours de la même période. Le domaine royal est ainsi l'un des plus grands propriétaires fonciers du Royaume-Uni, avec plus de 7,3 milliards de livres d'actifs.
Tout comme le domaine royal, le terrain et les biens attachés au duché de Lancaster sont détenus en fiducie. Les revenus du duché font partie de la « bourse privée » qui est utilisée pour les dépenses non prises en charge par la liste civile. De manière similaire, le duché de Cornouailles est un domaine que le fils aîné du monarque détient en fiducie pour faire face à ses dépenses. Le souverain est soumis aux impôts indirects tels que la taxe sur la valeur ajoutée et, depuis 1993, à l'impôt sur le revenu et à l'impôt sur les plus-values. La liste civile et les subventions ne sont pas considérés comme des revenus car elles sont uniquement utilisées pour les dépenses officielles.
Les estimations sur la richesse de la Reine peuvent varier énormément, selon que l'on y inclut les actifs détenus personnellement ou en fiducie par le monarque pour la nation. Par exemple, la Collection royale n'est pas la propriété personnelle du monarque mais est administrée par la « Royal Collection Trust », un organisme de bienfaisance. Le magazine Forbes estime sa fortune à 650 millions de dollars en 2008, mais aucun chiffre officiel n'est disponible. En 1993, le Lord Chamberlain déclara que les estimations de la presse selon laquelle sa fortune s'élèverait à 100 millions de £ étaient « extrêmement exagérées ».
La famille royale coûte chaque année au pays 67 millions de livres (75 millions d’euros). Elle pratique l’évitement fiscal au moyen d’exemptions et de placements vers des paradis fiscaux.

## Résidences

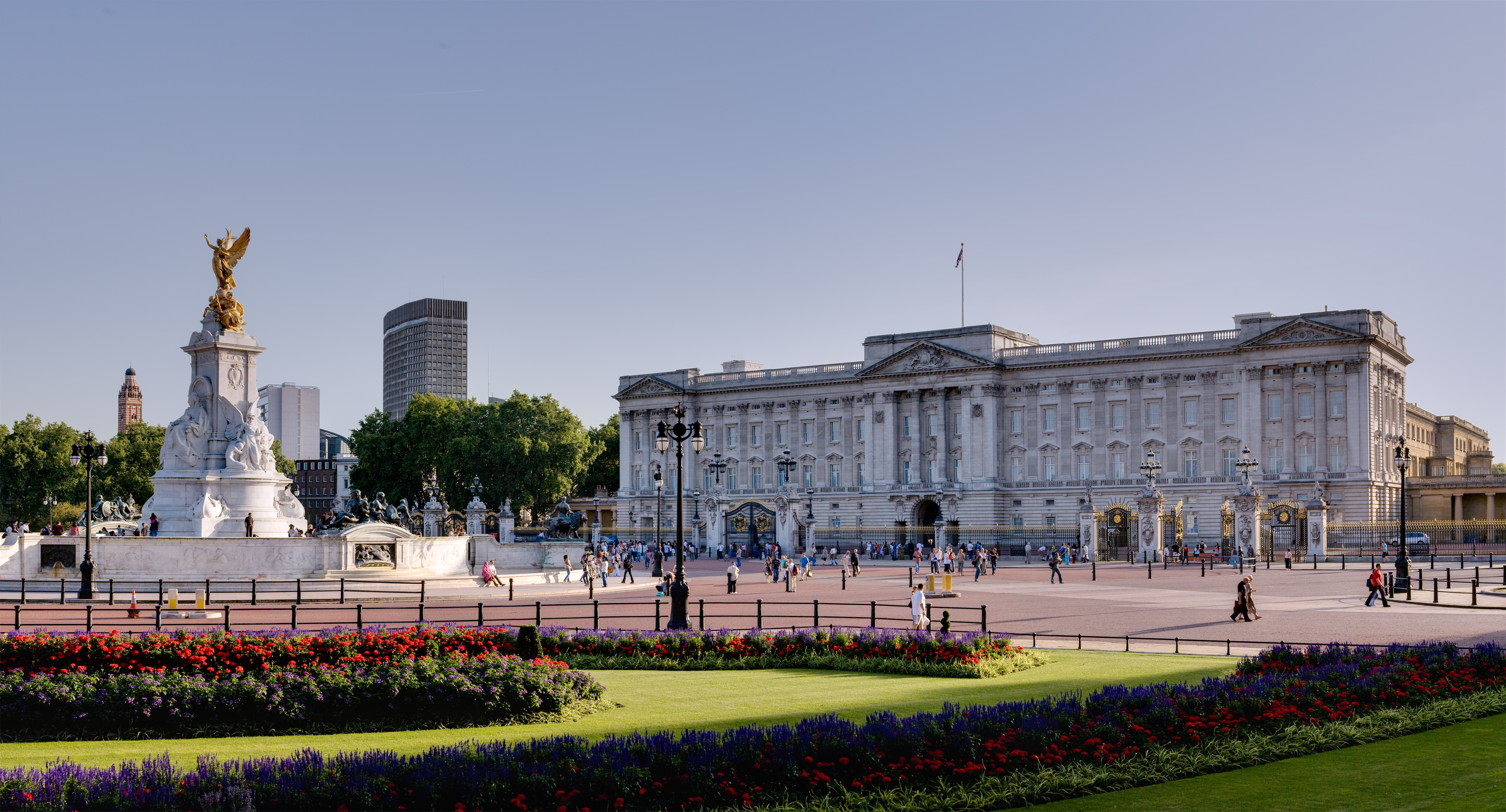
Le palais de Buckingham, résidence principale du roi.

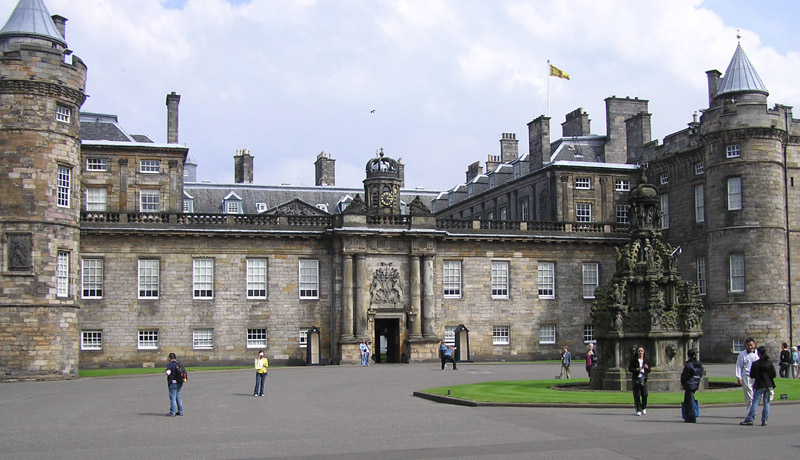
Le palais de Holyrood, la résidence officielle du monarque en Écosse.

La résidence officielle principale du souverain est le palais de Buckingham, dans la Cité de Westminster à Londres. C'est le lieu utilisé pour la plupart des banquets d'État, des investitures, des baptêmes royaux et d'autres cérémonies. Les chefs d'État invités restent généralement au palais de Buckingham, le temps de leur séjour. Une autre résidence principale est le château de Windsor, le plus grand château occupé au monde. Il sert principalement de retraite pour le monarque, le temps d'un week-end. Il y réside également au moment du Royal Ascot, une course hippique annuelle qui se déroule au cours de la saison sociale. Lorsque le souverain est en Écosse, sa résidence principale est le palais de Holyroodhouse, plus communément appelé Palais de Holyrood, à Édimbourg. Le monarque y séjourne au moins une semaine chaque année et lors de ses déplacements officiels en Écosse.
Il existe également des palais qui ne sont pas utilisés comme résidences par le monarque. On peut ainsi citer le Palais de Westminster qui fut la première résidence officielle du souverain jusqu'en 1530. Bien qu'étant toujours un palais royal, il abrite aujourd'hui le siège des deux chambres du Parlement. Par la suite, la résidence officielle s'est déplacée au palais de Whitehall, détruit par un incendie en 1698 et remplacé par le palais Saint James. Bien que le palais de Saint James ne soit plus la résidence principale du monarque depuis 1837, au profit du palais de Buckingham, il reste toujours employé pour diverses manifestations officielles,. Ainsi, par exemple, c'est auprès de la Cour de St James's que sont accrédités les ambassadeurs étrangers ou que se réunit le Conseil d'accession (organe qui annonce le nom du nouveau monarque, à la mort du précédent). Il est également utilisé comme résidence par des membres de la famille royale, au même titre que Clarence House (domicile de Charles III en tant qu’héritier ainsi qu’au début de son règne) ou que le Palais de Kensington.
Ces résidences appartiennent à la Couronne. Le monarque les détient en fiducie pour les futurs dirigeants et ne peut les vendre. Le monarque détient également deux propriétés à titre personnel. C'est ainsi le cas de Sandringham House dans le Norfolk (utilisé généralement de Noël à fin janvier) et du château de Balmoral à Aberdeenshire en Écosse (utilisé d'août à septembre).
Il est nécessaire d'ajouter que le patrimoine immobilier de la Couronne, s'il lui appartient effectivement en propre, est aussi propriété de tous les sujets de Sa Majesté, et ce, depuis 1903.